# NGC 2272
NGC 2272 est une galaxie lenticulaire située dans la constellation du Grand Chien. NGC 2272 a été découverte par l'astronome britannique John Herschel en 1835.

## Caractéristiques
Sa vitesse par rapport au fond diffus cosmologique est de 2 276 ± 14 km/s, ce qui correspond à une distance de Hubble de 33,6 ± 2,4 Mpc (∼110 millions d'al).
À ce jour, une mesure non basée sur le décalage vers le rouge (redshift) donne une distance d'environ 34,300 Mpc (∼112 millions d'al). Cette valeur est à l'intérieur des valeurs de la distance de Hubble.
NGC 2272 présente une large raie HI.

## Supernova
La supernova SN 2012hn a été découverte dans NGC 2272 le 12 avril 2012 dans le cadre du relevé CRTS (Catalina Real-Time Transient Survey) de l'institut Caltech et par Stan Howerton. Cette supernova était de type Ic-pec.